# Neuer Jüdischer Friedhof (Westhofen)

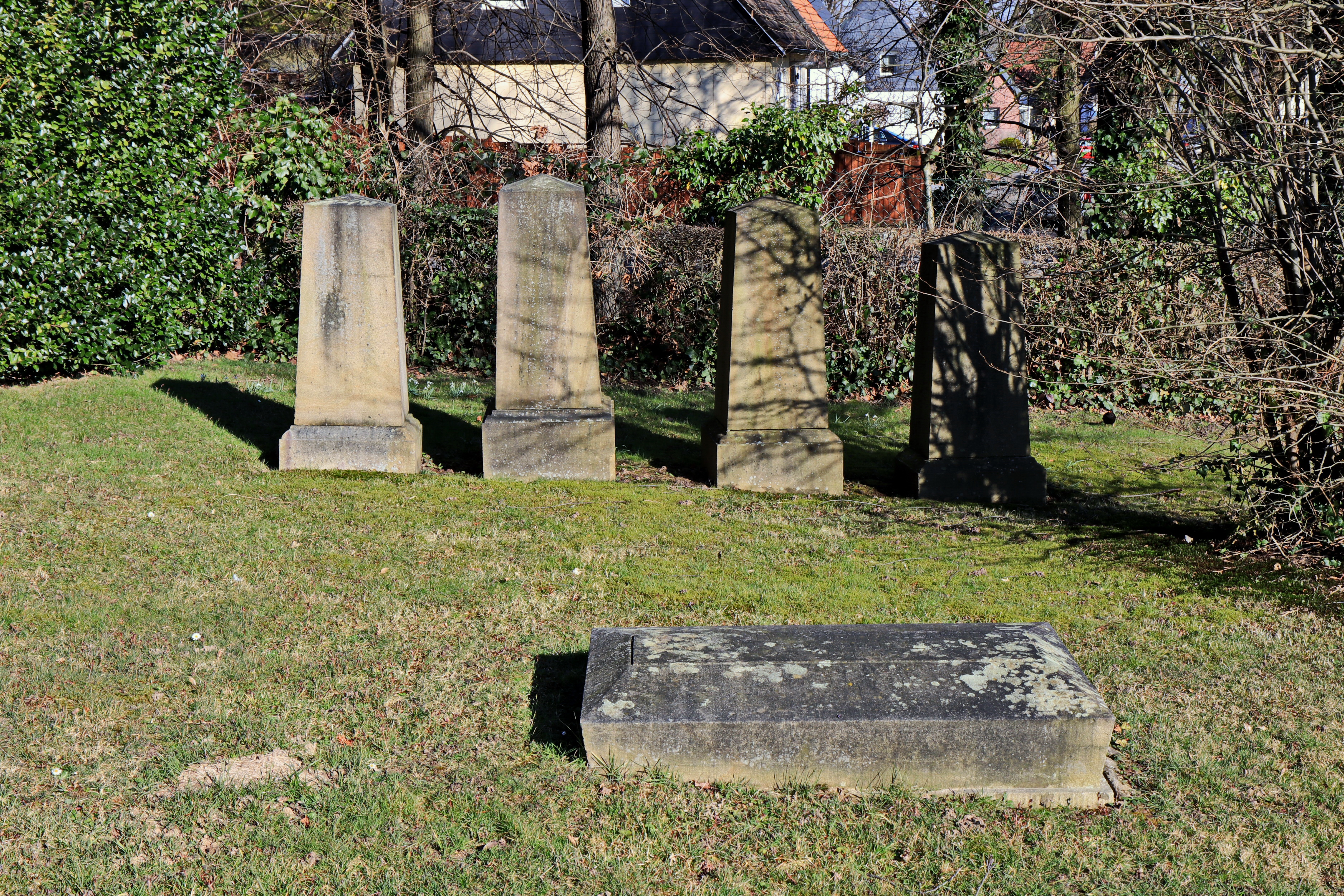
Neuer Jüdischer Friedhof

Der Neue Jüdische Friedhof Westhofen  befindet sich im Stadtteil Westhofen der Stadt Schwerte im Kreis Unna in Nordrhein-Westfalen. Auf dem jüdischen Friedhof, der Teil des Kommunalfriedhofs Mesenbecke (von der Ortsmitte Richtung Autobahn bis zum Ende der Straße) ist, sind fünf Grabsteine erhalten, die nicht mehr an ihrem ursprünglichen Platz stehen. Der Begräbnisplatz, der vom Ende des 19. Jahrhunderts bis zum Jahr 1916 belegt wurde, ist heute als Gedenkstätte hergerichtet.
- Koordinaten: 51° 25′ 32,7″ N, 7° 31′ 29,3″ O

## Alter Jüdischer Friedhof

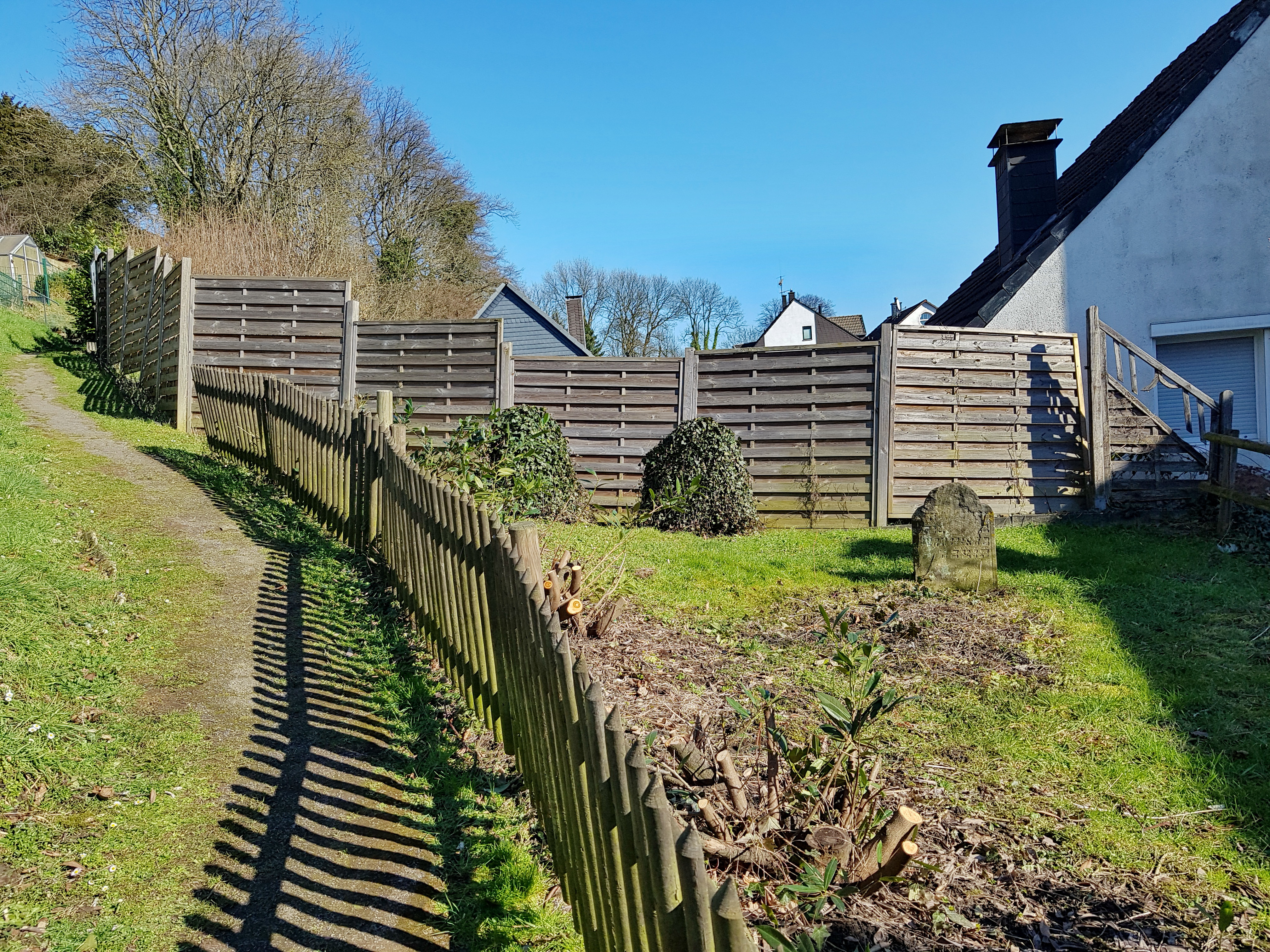
Alter Jüdischer Friedhof

Auf dem alten jüdischen Friedhof an der Reichshofstraße, der über einen schmalen Weg hinter dem Haus 158 erreicht werden kann, befindet sich nur noch ein Grabstein. Dieser Friedhof wurde von Mitte des 18. bis zum Ende des 19. Jahrhunderts belegt und ist unter der Denkmalnummer A 114 als Baudenkmal in der Denkmalliste eingetragen (siehe Liste der Baudenkmäler in Schwerte).
- Koordinaten: 51° 25′ 4,6″ N, 7° 31′ 16,7″ O